# Leandra cordifolia
Leandra cordifolia är en tvåhjärtbladig växtart som först beskrevs av Naud., och fick sitt nu gällande namn av Célestin Alfred Cogniaux. Leandra cordifolia ingår i släktet Leandra och familjen Melastomataceae. Inga underarter finns listade i Catalogue of Life.